# Palazzo Canossa

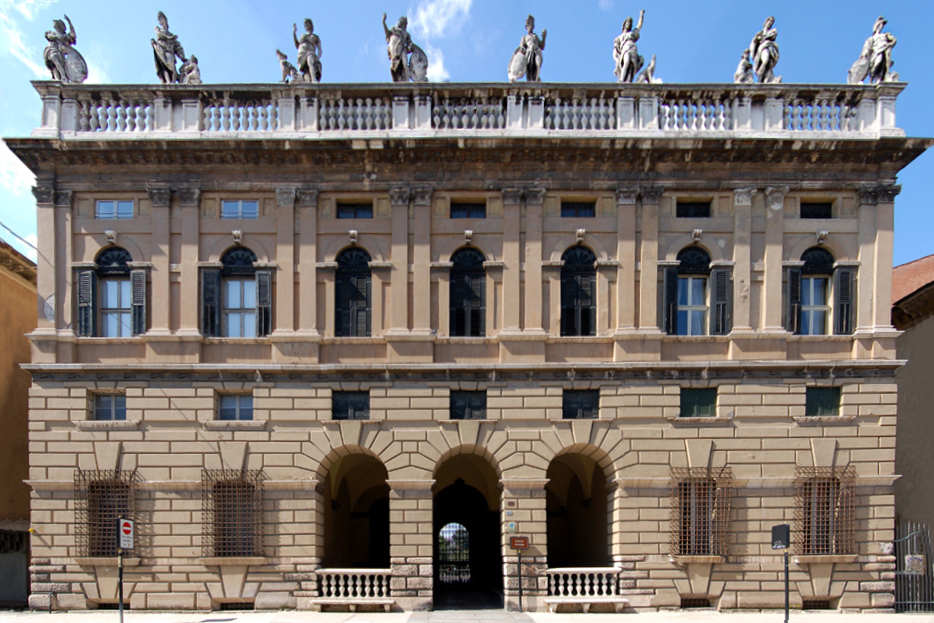
Palazzo Canossa

Der Palazzo Canossa in Verona ist ein Werk des italienischen Renaissance-Architekten Michele Sanmicheli. Der Palazzo steht im Zentrum der oberitalienischen Stadt Verona und wurde um das Jahr 1527 entworfen.

## Baugeschichte
Die Familie Canossa gehört zu den ältesten und bedeutendsten Familien Italiens. Im Jahr 1527 begann Michele Sanmicheli mit den Entwürfen und dem Bau des Palazzo Canossa; der Palazzo Bevilacqua und der Palazzo Pompei folgten wenige Jahre später. Es ist somit nicht verwunderlich, dass alle drei Bauten über strukturelle Ähnlichkeiten verfügen.

## Architektur

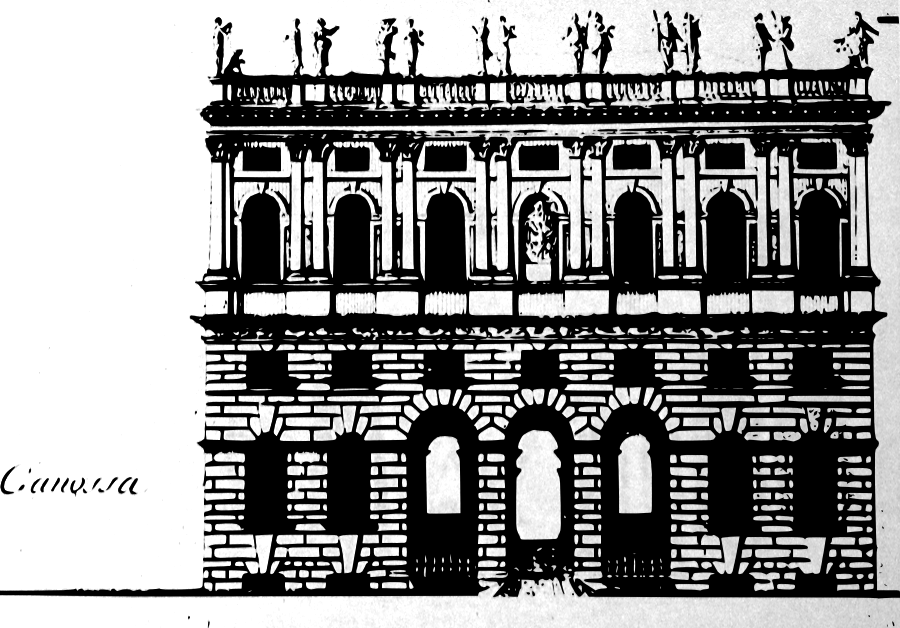
Alte Zeichnung des Palazzos

Das Erdgeschoss des Palastes mit seinen rustizierten Steinen wirkt – trotz des verwendeten Triumphbogenschemas – eher gedrungen und erinnert von außen eher an ein Handels- oder Geschäftskontor. Das repräsentative Obergeschoss (piano nobile) mit seinen sieben Fenstern, die jeweils durch doppelte Pilaster voneinander getrennt sind, wirkt im Vergleich zu den späteren Bauten Sanmichelis eher schmucklos. Die Fenster in beiden Geschossen verfügen über getrennte Oberlichter. Einen Balkon – wie am Palazzo Bevilacqua – gibt es nicht; dafür ist der Dachansatz hinter einer siebenteiligen Brüstung mit mannshohen allegorischen Figuren verborgen, die ganz wesentlich zum repräsentativen Charakter des Bauwerks beitragen. Der Innenhof des Palastes öffnet sich auf seiner Rückseite zur Etsch.

## Funktion
Der Palast diente als Stadtwohnsitz der Familie Canossa, die hier auch Antikenstatuen und Bilder berühmter italienischer Maler (darunter Paolo Veronese) unterbrachte. Das Deckenfresko Gian Battista Tiepolos im Großen Saal mit dem Thema der Apotheose des Herkules wurde im Zweiten Weltkrieg zerstört. Der Palast befindet sich in Privatbesitz und kann nicht besichtigt werden.

## Sonstiges
Vom 20. Oktober bis 14. Dezember 1822 fand hier der Veroneser Kongress statt, der sich mit Fragen der Neuordnung Europas in der nachnapoleonischen Zeit und nach der Unabhängigkeitserklärung Griechenlands vom Osmanischen Reich beschäftigte.